# Fujiwara no Michitsuna no Haha
Fujiwara no Michitsuna no Haha (935 – 995) è stata una poeta giapponese waka del medio periodo Heian.
Il suo nome compare negli elenchi antologici Chūko Sanjūrokkasen e delle Trentasei poetesse immortali. È una delle Nihon Sandai Bijin (Le tre bellezze del Giappone). Il suo vero nome è sconosciuto.

## Nome
Sebbene il suo vero nome sia sconosciuto, è conosciuta con il nome "Fujiwara no Michitsuna no Haha", che si traduce in "La madre di Michitsuna del clan Fujiwara".

## Biografia
Figlia di Fujiwara no Tomoyasu, un governatore provinciale e membro dell'aristocrazia di medio rango del periodo Heian (794-1185) da cui provenivano gli uomini che prestavano servizio come governatori provinciali. Nel 954 divenne una delle mogli di sposò Fujiwara no Kaneie che fu poi promosso a Sesshō ed ebbe Michitsuna come suo unico figlio. Inoltre, ha adottato la figlia di Minamoto no Kanetada, che era l'ex moglie di Kaneie. La sua relazione tesa con Kaneie le fece prendere in considerazione l'idea di diventare una monaca, tuttavia suo figlio e altri membri della sua famiglia la convinsero a non farlo.

## Opera poetica
Era una poetessa molto influente e affermata. È un membro dei Trentasei immortali della poesia medievale (中古三十六歌仙, chūko sanjurokkasen). Questo gruppo era un gruppo molto prestigioso di poeti giapponesi, appositamente selezionati da Fujiwara no Kintō per mostrare la loro abilità poetica giapponese. Nella classifica, è una delle prime dieci persone riconosciute, un'impresa davvero enorme per lei.
Ha scritto il Kagerō Nikki (Diario di un'effimera), una delle più grandi opere della letteratura giapponese.  Un classico del Nikki bungaku, il diario racconta del suo matrimonio infelice con Fujiwara no Kaneie. Il diario contiene un'enfasi sulle sue relazioni sociali, un'autobiografia di 20 anni della sua vita (dal 954 al 974). Il diario è stato scritto in tre volumi e ulteriormente suddiviso per anno, la scrittura del diario fu interrotta alla fine di Capodanno, quando aveva 39 anni, non si sa nulla della sua relazione con Kaneie negli ultimi decenni della sua vita.
Ha anche compilato le raccolte di poesie personali Fudainagon no Haha-dono Jōshū (傅大納言母殿上集) e Michitsuna no Haha-shū (道綱母集). Una delle sue poesie appare nell'antologia poetica Hyakunin isshu, trentasette delle sue poesie sono state incluse nell'antologia imperiale Shūi Wakashū.
La seguente poesia è stata inclusa nel:
(Hyakunin isshu n°53 (Shui Wakashū Koi 4/912))